# کیتی موریتا
کیتی موریتا (زاده ۱۱ فوریه ۱۹۱۵ هاماماتسو- درگذشته به ۴ اوت ۱۹۹۵ توکیو) یک ریاضیدان ژاپنی است. عمده کارهای او در زمینه جبر و توپولوژی بوده است. او در سال ۱۹۳۶ دیپلم خود را از مدرسه‌ای عادی در توکیو اخذ نمود و در دانشگاه اوساکا به درجه دکتری نایل آمد و در سال ۱۹۵۰ به پروفسوری از دانشگاه تسوکوبا دست یافت.
موریتا مفاهیم جبری را که در نوعی انزواء به سر می‌برد گسترش داد و موفق شد در حوزه جبر مجرد یک هم‌ارزی را بیان کند که بعدها به هم‌ارزی موریتا معروف شد، او تحقیقاتی را در برخی زمینه‌های توپولوژی عمومی که شامل فضای پیرافشرده، بعد، همتوپی و کلاس‌های هم‌ارزی است، انجام داد و سخنرانی‌هایی را پیرامون همین موضوعات در دانشگاه‌هایی در اروپا و آمریکا ارائه داد. او در اواخر فعالیت‌های علمی اش به دانشگاه سوفیا نقل مکان کرد و تا اواخر عمرش در توکیو زندگی کرد.